# Île Gloriette
Pour les articles homonymes, voir Gloriette (homonymie).
L’île Gloriette est une ancienne Île fluviale de la Loire située dans le centre de la commune de Nantes, dans le département français de la Loire-Atlantique.
Elle cesse d'être une île lors des comblements du fleuve dans les années 1930, mais son ancien état apparaît encore clairement sur un plan de Nantes et le nom d'« île » lui a été conservé dans l'usage courant.

## Origine du nom
Selon Ange Guépin, le nom de « Gloriette » est rattaché au terme architectural désignant un petit pavillon, et provient de celui d'un château ducal, que le duc François II de Bretagne aurait donné à l'un de ses officiers.

## Présentation
À l'origine, l'appellation d'« île Gloriette » désigne un territoire qui se limite à l'Ouest de l'actuel Hôtel-Dieu de Nantes et est séparée de la Prairie de la Madeleine à l'Est, par un petit bras de la Loire.

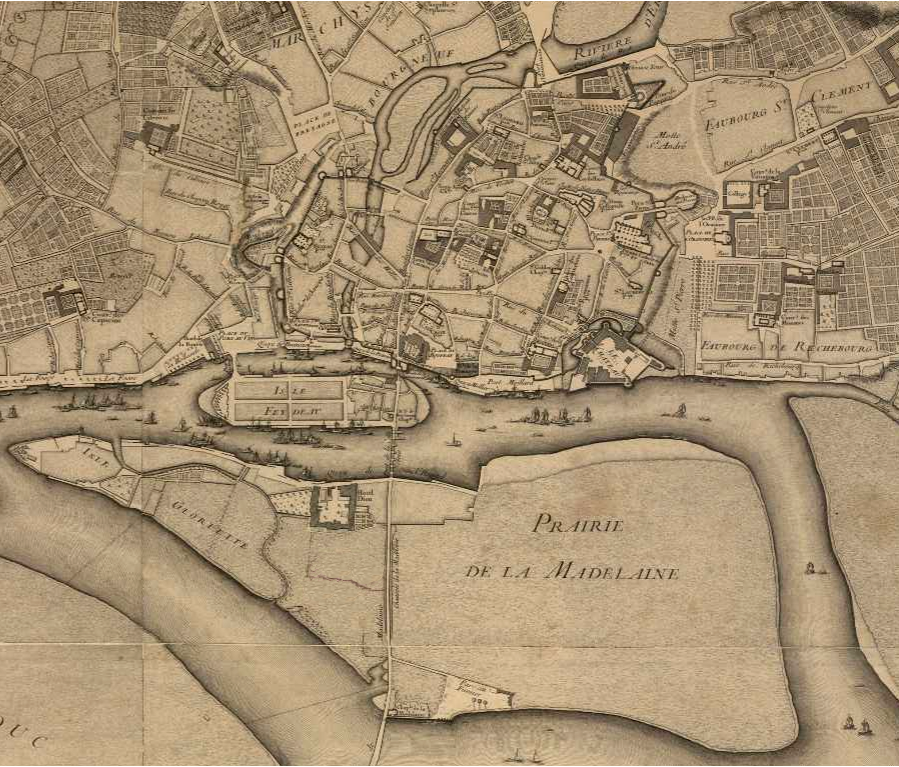
Plan du centre-ville de Nantes détail plan Cacault, 1756-1757.

Le nom de « la Madeleine » donné à cette prairie, vient de l'existence d'une chapelle homonyme situé à l'extrémité Sud-Est de la Chaussée de la Madeleine, au niveau de la place Aimé-Delrue. Celle-ci, siège d’un prieuré fondé le 9 octobre 1119 par le Duc Conan III, dit le Gros, dépend alors de l'église Sainte-Croix. Il est fermé au moment la Révolution, tandis que la chapelle est détruite en 1865,.
Une chaussée est aménagée sur la prairie, au milieu du XVIIe siècle, et forme une partie de la seule ligne de ponts qui franchit alors le fleuve.
Afin de pallier le départ des activités du port de Nantes vers l'aval, on décide, en 1835, d'urbaniser la Prairie de la Madeleine et de la réunir à l'île Gloriette en comblant le bras qui les séparent. Par extension, on considère désormais que le quartier de la Madeleine, né de l'urbanisation de la prairie, fait donc partie de l'île.

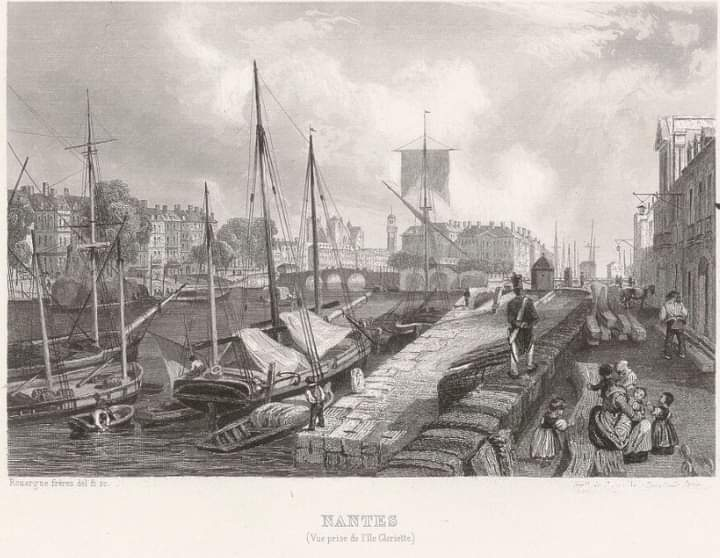
Activité portuaire sur l'île Gloriette en 1850.
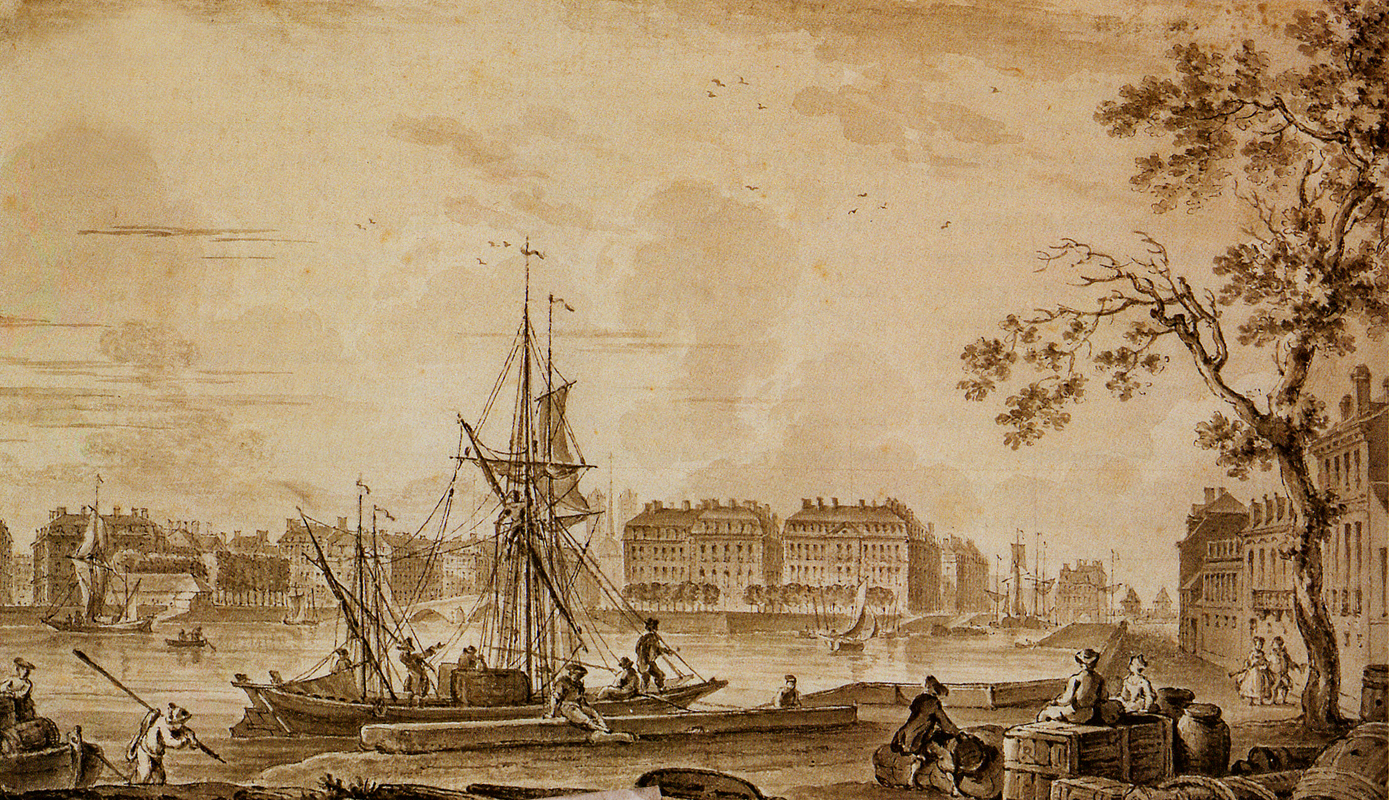
Vue du port de Nantes prise de la pointe ouest de l'île Gloriette, attribuée à Nicolas Ozanne. Dessin lavé à l'encre de Chine (Nantes, Musée Thomas Dobrée). Au centre : l'Île Feydeau.

De nombreuses usines s'y installent ; notamment, en 1885, la biscuiterie Lefèvre-Utile, qui y reste un siècle (c'est aujourd'hui le Lieu unique). Les quais sont également aménagés :
- au Nord, les quais de l'Île-Gloriette, de l'Hôpital, de la Maison-Rouge et Baco ;
- au Sud, les quais de Tourville, Moncousu et Magellan ;
- à l'Est, le quai Ferdinand-Favre.

Au  Nord, l'île Gloriette était séparée de l'Île Feydeau par un bras de la Loire, baptisé Bras de l'Hôpital, traversé par deux ponts, le « pont Maudit » (en aval, entre la place de la Petite-Hollande et la rue Haudaudine - actuelle rue Gaston-Veil) et le « pont de la Belle-Croix » (en amont, entre la rue Bon-Secours et la chaussée de la Madeleine). Plus à l'Est, le « pont de la Rotonde » franchissait le fleuve et le canal Saint-Félix, au niveau des usines LU, depuis la place Duchesse-Anne et les cours Saint-Pierre et Saint-André pour accéder l'avenue Carnot qui débouchait sur le Champ de Mars, lequel sera traversé par la suite par l'avenue Jean-Claude-Bonduelle.
Au Sud de l'île, avant les travaux de comblement, il n'existe que deux ponts qui aident au franchissement du « bras de la Madeleine » pour accéder à ce qui est, aujourd'hui, l'île de Nantes : le pont Haudaudine (en aval, reliait la rue Haudaudine à la rue Louis-Blanc) et le « pont de la Madeleine » (en amont, à l'emplacement du pont du Général-Audibert, permettait de relier la chaussée de la Madeleine à la rue Grande-Biesse).
Un vaste hall d'exposition, le palais du Champ de Mars y est construit dans les années 1930, à l'emplacement d'un marché couvert, et est, pendant un demi-siècle, le principal lieu des manifestations commerciales, culturelles, sportives et politiques, avant d'être démoli  dans les années 1980 et remplacé par le siège social du Crédit industriel de l'Ouest.
Le bras de l'Hôpital est comblé avant la Seconde Guerre mondiale, ainsi que la partie Nord du canal Saint-Félix. Ce dernier devient, grâce au tunnel Saint-Félix, creusé sous les cours Saint-Pierre et Saint-André, le nouveau débouché de l'Erdre. Seul, le nouveau pont de la Rotonde, situé à l'endroit de son prédécesseur, permet désormais d'enjamber la ligne de chemin de fer sortant de la gare de Nantes, pour rejoindre la deuxième ligne de ponts sur la Loire ; la ligne ferroviaire est détournée dans un tunnel aménagé au sein de l'ancien lit du bras comblé.
À l'extrémité Ouest, des usines sont rasées pour céder la place à une grande barre d'immeubles, ainsi qu'à une piscine municipale baptisée piscine Léo-Lagrange, l'une des plus anciennes de la ville ; la pointe de l'ancienne île Gloriette est en partie arasée pour rectifier le cours du bras de la Madeleine.

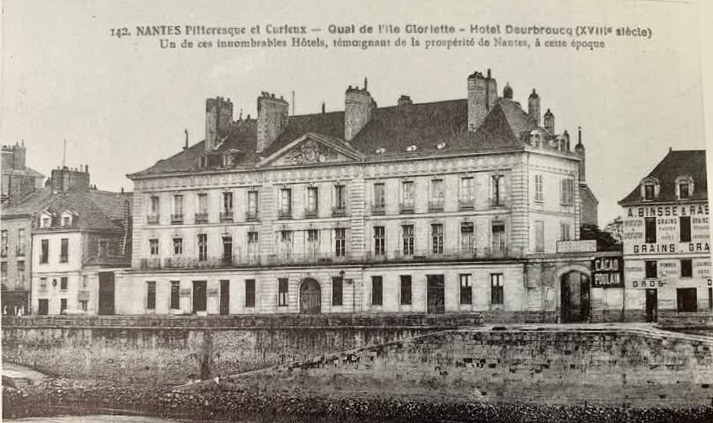
L'hôtel Deurbroucq à l'arrière du quai de l'île Gloriette avant les comblements.
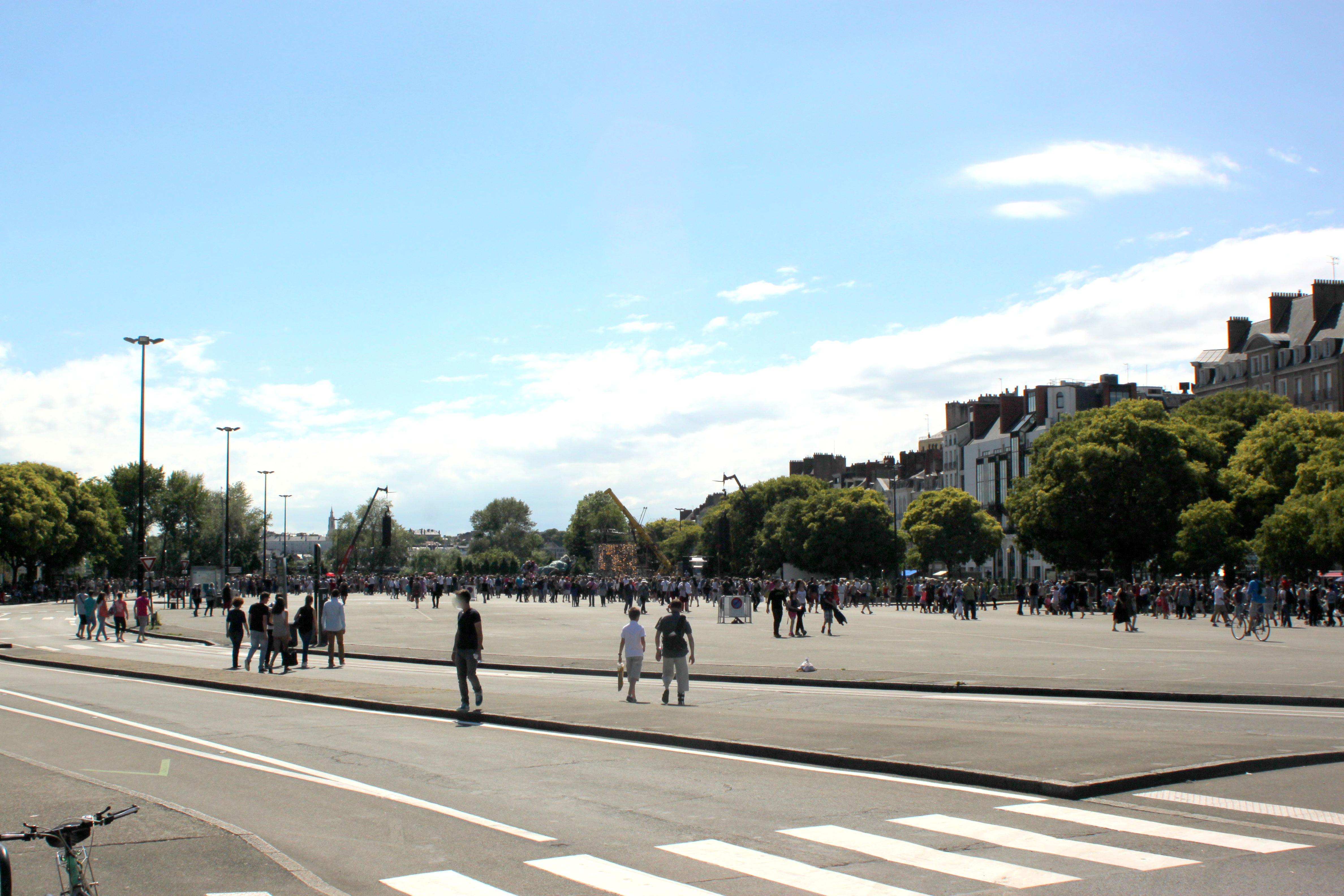
Le terre-plein de la Petite-Hollande de nos jours.